# 汤米·汤姆斯
丹斯里湯米·湯姆斯（1952年5月21日—），馬來西亞印度裔，是马来西亚憲法專家與刑事訴訟律師，曾任马来西亚总检察长（2018-2020）。作為馬來西亞律師公會的會員，他是有史以來第一位直接受委為總檢察長的執業律師，亦是自1963年以来首名擔任該公職的非馬來人與非穆斯林。

## 個人生活
湯米·湯姆斯1952年5月21日出生於马来亚联合邦的吉隆坡，雙親克鲁塔拉·汤姆斯（Keluthara Thomas）维加亚马·汤姆斯（Vijayamma Thomas）具敘利亞及印裔血統。当时，他的父亲是马来西亚独立前的公共工程局的政府官员，母亲是一名中学教师，两人于1950年在印度喀拉拉邦结婚。汤姆斯在母亲于1951年完成在印度的学业后皆年出生，在家中3名兄弟姐妹的长子。
他在1963年畢業於巴剎路英校（Pasar Road English School）後，于1969年8月在吉隆坡維多利亞書院完成中學課程，当时马来西亚正发生513暴动。他在同年9月前往英国曼徹斯特大學繼續升學，並在1972年取得了法學士資格，成為一名大律師。1975年，他榮膺倫敦政治經濟學院國際關係碩士學位。
湯姆斯與愛妻雪莉結婚逾30年，被指是非常寵愛妻子與熱愛家庭的丈夫。他與雪莉育有3名兒女，唯長女麗貝卡（Rebecca）在26歲時逝世。

## 職業生涯
湯姆斯在1982年成為Messrs Skrine & Co律師樓的合夥人，開啟了職業律師生涯，後在2000年成立了自己的律師樓——Tommy Thomas Advocates & Solicitors。湯姆斯一直以來在馬來西亞律師公會服務，其中1984至1987年間被委為該會出版物《Insaf》（中譯：醒悟）的編者，並在1995至1997年間出任該會秘書。在其長達42年的職業生涯中，湯姆斯曾在馬來西亞各個階級的法庭出庭，其中包括1985年前為馬來西亞最高法院的英國樞密院（Privy Council）。
湯姆斯在1995至2001年間曾出任馬來西亞企業監管機構（Malaysian Institute of Corporate Governance）主席。2000年，湯姆斯受委出任聯合國開發計劃署企業監管方案辦公室（Corporate Governance Initiative）的高級顧問，且撰寫了發表於2002年的《亞洲企業管理：從經濟危機中取得的教訓》（Corporate Governance in Asia: Lessons from the Financial Crisis）報告。他也是馬來西亞經濟協會（Malaysian Economic Association）與皇家亞洲協會馬來西亞支會的終身成員。

### 馬來西亞總檢察長（2018-2020）
2018年大選，執政60年的國陣政府倒台，希盟政府接棒成立新政府，並強調將進行司法改革。時任總檢察長莫哈末阿班迪阿里被視為前任首相纳吉·阿都拉萨牽頭的傀儡，其公正性與公信力遭到普遍質疑。新任首相马哈迪·莫哈末決定委任湯姆斯為新總檢察長，唯其任命未能獲最高元首蘇丹莫哈末五世與馬來統治者的認同，一度引發憲政危機。據《星報》報導，最高元首屬意具備法官經驗的人選，並強調不在乎該人選的種族。與此同時，他被提名擔任新總檢察長的消息傳出後，網民隨即發起請願，一部分人支持他擔任該職位，認為其資歷深厚且信譽良好，能夠重振馬來西亞司法的信譽。而持反對意見的人則表示湯姆斯為非馬來人與非穆斯林，有可能無法捍衛伊斯蘭教與馬來人的權益，因此反對該任命。大马伊斯兰组织谘询委员会（Mapim）主席莫哈末阿兹米反对汤姆斯出任总检察长，理由是他的马来文不好，并认为与其任命新的人选不如重新任命前总检察长阿都干尼·巴代。最终，最高元首最終仍認同任命湯姆斯為總檢察長，並強調此決定不應被炒作成種族與宗教課題。
2020年2月28日，汤米·汤姆斯在2020年马来西亚政治危机期间宣布辞去马来西亚总检察长一职。外界曾猜测他是因为马哈迪辞职首相后，才宣布辞职。但后来他在2021年出版的个人自传中揭露，是因为政治危机中，巫统和伊斯兰党要与马哈迪展开政治合作的条件之一，是要马哈迪开除他总检察长一职，而马哈迪也决定在同年6月与他的政治委任约满后不会再续约，以换取巫伊两党的支持。但巫伊两党最终选择与慕尤丁领导的国民联盟合作。慕尤丁领导的国盟联盟上台执政后，汤米·汤姆斯继续重操律师旧业，为反对党提供法律意见，而他也不时被国阵领导者批评他在担任总检察长时，他对涉案巫统领导者的提控是政治迫害。同年11月，汤米汤姆斯透露，自辞去总检察长职以来，他一直处于“慵懒无为”的状况，但他正写着回忆录。2021年1月，麻坡市议员赛沙迪因MUDA青年党申请注册成为合法政党被社团注册局拒绝后，委任汤米·汤姆斯入禀法庭撤销拒绝该政党申请决定的律师之一。
2021年1月30日，汤米汤姆斯正式推出其职业生涯的回忆录《我的故事：荒野中的正义》。在书籍发布后，他受到多方面的批评和刑事指控。其中前首相纳吉·阿都拉萨更于同年10月27日正式向法院提交针对他的法律诉讼。在10月9日，时任首相依斯迈沙比里下令成立一支工作组，以调查汤米汤姆斯的煽动性和其他几项具有争议的回忆录内容引起的罪行。在成立调查委员会后，他面临来自马来西亚政府的法律诉诸。汤米汤姆斯则反控调查委员会侵犯了他的宪法权利。后来在2022年马来西亚大选，安华·依布拉欣担任新任首相和成立新内阁后，其掌管法律及制度改革事务的首相署部长阿莎丽娜也倡议成立皇家调查委员会，以全面研究书中的内容和他在专业上有不当行为的指控。

## 轶事
汤米·汤姆斯在担任總檢察長后，受到诸多社会非议，包括批评他不会说马来语。汤米则解释因从事律师业40年导致马来语退步，但会在任内恶补马来语。
湯姆斯的前下屬諾阿斯金（Nur Ashikin）在得知湯姆斯獲委為新人總檢察長後在臉書發文分享有關湯姆斯的趣聞。她稱湯姆斯律師事務所的所有人都稱呼他為TT（Tommy Thomas之縮寫）。她也稱湯姆斯非常守時，法庭早上9時開庭，他總會在8時或8時15分抵達法庭。另外，湯姆斯不曾讓公司的電話響超過三次，並且會即時向客戶匯報案件的最新進展。她稱讚湯姆斯是個求知欲極強的律師，並形容他家的書房有5到10萬本藏書，“簡直就像一個小型圖書館”。
除此之外，曾在湯姆斯的律師樓實習的律師洪伟翔則表示湯姆斯擁有火爆的脾氣，不管是法官、朋友還是下屬，只要犯下違法的錯誤，他便會破口大罵，“有時甚至連印度話粗口都會飆出口”。他不使用手機和電腦，家裡也沒有電視，而所有的法律文件都是由他親手寫下，再靠助理輸入電腦。他也稱湯姆斯極度尊重人權，除了無償幫助窮苦人家打官司，還給予實習律師與正式員工相同的福利，並且支付比市場價高出許多的薪資給實習律師。
2021年1月27日，汤米·汤姆斯为即将出版的个人回忆录《我的故事：荒野中的正义》的自序揭露，在2018年6月5日（即上任总检察长第二天），首相马哈迪·莫哈末与他见面，指虽然国家元首御准让他出任总检察长，但马哈迪要求他辞职。他猜测后来因为是来自伊斯兰党一份不反对他担任总检察长的文告，才让马哈迪回心转意，因此马哈迪在要他辞职的隔日一早就告诉他，让他继续担任总检察长，不用辞职。马哈迪随后对此回应，指当时所有巫裔检察官即使被命令执行错误的事，仍依然效忠时任首相纳吉而感到失望，所以在成为第7任首相时，他决定任命汤米·汤姆斯担任总检察长，认为是一件好事。马哈迪表示，他知道马来人不喜欢汤米·汤姆斯，但是马来总检察官对自身专业的付出不太努力。因此准备面对来自马来人的批评，但无法阻止马来评论家的谴责。马哈迪补充，汤米汤姆斯担任总检察长时，他与汤姆斯相处融洽，他对汤姆斯的工作总体上表示满意。汤米·汤姆斯也有在回忆录中批评马哈迪必需为希盟失去政权负上主要责任。

## 知名案件
1988年馬來西亞司法危機爆發時， 六名最高法院法官被勒令休假，其中包括最高法院主席沙列阿巴斯（Salleh Abas）。沙列阿巴斯後遭革職，湯姆斯成為了他的代表律師。
2001年，馬來西亞人民黨副主席西華拉沙（後人民公正黨副主席）入禀法庭挑戰有關律師公會成員不能持有政黨職位之相關法律，湯姆斯是他的代表律師。無論如何，聯邦法院在2009年宣判1976年法律專業法令（Legal Profession Act 1976）第46(A)(1)條文符合憲法，駁回了西華拉沙的上訴。
2001與2010年，湯姆斯在兩宗不同的案件中分別代表馬來西亞伊斯蘭黨執政的登嘉樓州政府與吉蘭丹州政府就馬來西亞國家石油公司拒絕支付州石油稅入禀法庭提出控告。
2007與2008年，他代表马来西亚證券监督委员会起訴Swisscash，要求他們就瑞士共同基金騙局（Swiss Mutual Fund）賠償8300萬美元予受騙者，並成功申請“全球資產凍結強制令”，為該起在馬來西亞策劃的全球網絡龐氏騙局的受害者追回最大的賠款。
2009年霹靂州爆發憲政危機，三名民聯州議員倒戈成為親國陣獨立議員，導致民聯州政府倒台。當時的霹靂州蘇丹蘇丹阿茲蘭沙拒絕了時任州務大臣尼查解散州議會的要求，最終國陣在取得議席優勢下成功組織新政府。民聯州政府被拉下馬後，湯姆斯成為了當時民聯政府所委任的議長——西華古瑪的其中一位代表律師。
2013及2014年，他代表檳城州政府入禀聯邦法院爭取恢復地方政府選舉。聯邦法院在2014年宣判1976年地方政府法令（Local Government Act 1976）第10與15條文無違反憲法，檳城州政府的訴請以失敗告終。
2016及2017年，他代表76名MH370客機乘客的親屬入禀法庭要求馬來西亞航空公司公開37份關於該失踪客機的文件，包括調查報告。

### 马来西亚总检察长时期
2019年10月，汤米·汤姆斯在审理12名印裔男子被控涉嫌「淡米尔之虎」恐怖组织活动案件。但案件在5个月后峰回路转，他认为这12人在所面对的34项控状下不足以被定罪，认为拥有淡米尔之虎领袖的照片和崇拜偶像不能构成犯罪。2020年2月21日，他宣布立即终止这12人的案件引起争议。警方是援引2012年国家安全罪行（特别措施）法令（SOSMA）展开逮捕及扣留行动，他在宣布拥有恐怖组织的图像不能视为恐怖分子的理由开了一个先例，因为马来西亚国内也有数百人也在相同法令下接受调查和监视，引发各界议论。汤米·汤姆斯之后在2021年1月出版回忆录后揭露，他在判决案件后受到许多右翼份子的批评和时任内政部长慕尤丁的压力，要求他对案件进行上诉，但他捍卫只是在手机或脸书上拥有淡米尔之虎领袖的照片和行为不能构成犯罪的决定，否则只会使法律蒙羞，加上控方指控的理由都很薄弱，认为既然将12名被告定罪的可能性不大，所以撤销指控是合理的。

## 著作
湯姆斯曾撰寫兩本書籍，分別是《除法律外的一切：政治和经济論文集》（Anything But the Law: Essays on Politics & Economics）及《權力的濫用：法律與憲法研究選集》（Abuse of Power: Selected Works on the Law and Constitution）。這兩本著作於2016年同步發行，集合了他34年來所撰寫的文章，內容涵蓋聯邦憲法、法律、政治與經濟，另也收錄了他發表於網絡平台與經由馬來西亞律師公會發表的文章。
2007年12月，馬來西亞國內安全部（現內政部）致函天主教會周刊《先鋒報》，以該報在馬來文文章中以“阿拉”（Allah）稱呼上帝為由，要求該報抽起馬來語文章部分，作為繼續獲得出版准證的交換條件。吉隆坡羅馬天主教會旋即入禀高庭，而高庭最終裁決天主教會勝訴。無論如何，上訴庭在2013年推翻高庭裁決，指內政部禁止《先鋒報》使用“阿拉”字眼的決定並無違憲。湯姆斯對於此案撰寫了一篇長文，並指上訴庭之判決“不只是錯誤，簡直是極可怕的錯誤”（The decision is not just wrong, it is horribly wrong.），批判上訴庭之裁決違憲。
2021年1月，汤米·汤姆斯出版个人回忆录《我的故事：旷野中的正义》（My Story: Justice in the Wilderness），书中提到许多他担任总检察长任内争取司法改革的事迹。于同年1月26日开始预购，并在1月30日正式发售后，受到市场热烈追捧，但因书中也揭露了政府内部细节引起了轩然大波。

## 争议

### 政治委任
汤米汤姆斯作为在希盟政府时期担任马来西亚总检察长职位是具有争议的。前首相纳吉·阿都拉萨指责，在他承认自己是受到政治委任证明了这是希盟对公众的欺骗。马华宣传局副主任张佑铨指出，希盟在竞选宣言中第22项清楚写明拒绝政治委任，但是在2018年大选后却进行一系列违背宣言的政治委任。
该委任也影响了汤米汤姆斯任内的工作和司法形象。马来西亚有观点认为，自马哈迪·莫哈末政治委任汤米汤姆斯作为总检察长之后，几起针对林冠英等政客的腐败案件被撤销，这对汤米本身的诚信和利益冲突产生了严重质疑。例如纳吉的女兒諾雅娜曾公开質疑，指称希盟不惜委任曾為親希盟的律師出任總檢察長，只是為了將其父亲送進監牢。巫统主席阿末扎希谴责前朝希盟政府对国阵领袖所作出提控是选择性及具有政治动机。他续说，鉴于司法机构要员是受马哈迪·莫哈末的政治委任，他肯定国阵领袖所面对的提控是依据政治主子（political master）指示。在时任首相署司法顾问阿莎丽娜在针对委任「自己人」当总检察长而被净选盟的批评舆论中，她以汤米汤姆斯的政治委任作为例子，指出希盟政府也委任了自己人当总检察长，而亲希盟的团体却不允许巫统或国阵的首相撤换是具有双重标准的。

### 陈平诉讼
湯姆斯曾代表馬來亞共產黨的最後一任總書記陈平入禀法庭尋求政府允許將陳平的遺體葬在其家鄉實兆遠，唯該訴請以失敗告終。

### 里扎贪污案和解协议
2020年5月14日，吉隆坡地庭宣判前任首相纳吉·阿都拉萨的继子里扎阿兹涉及的5项挪用一马公司资金，总值2亿4817万3104美元（约10亿2593万3102令吉）的洗黑钱案件中，里扎阿兹与检方达成「和解协议」，只需归还數百萬令吉就可以获得宣判「獲釋但不代表無罪」（DNAA, discharge not amounting to an acquittal）。
里扎阿兹与检方达成的「和解协议」引发诸多争议，汤米汤姆斯也卷入里扎案的罗生门事件。现任马来西亚总检察长依德鲁斯哈伦发文告表明，他是根据前总检察长丹斯里汤米汤姆斯“原则上”同意里扎阿兹和解条款的建议后，而采取让里扎支付罚款后获释的决定。马来西亚反贪污委员会也发文告证明汤米汤姆斯当时也认同这份和解协议。
但是，汤米汤姆斯坚持否认有关同意政府撤销里扎阿茲洗黑钱的控状，强调若批准撤销里扎控状的协议，就是背弃前任首相马哈迪与希盟政府赋予他的信任。他续说，自2020年2月28日辞去总检察长职位以来，不曾与依德鲁斯哈伦沟通过有关案件，也没有任何撤销里扎阿兹的协议，因此反贪会指他同意这项决定是捏造及虚假的事情，并强调所谓的“原则上同意”纯属虚构。并表示「和解协议」对里扎来说是一个甜心交易，但是对大马来说却是很糟糕。